# Condado de Cervera (condado de España)
El Condado de Cervera es un título nobiliario español que fue creado a favor de Juan Nicolás Álvarez de Toledo y Borja, por el rey Carlos IV de España, el 10 de marzo de 1790.

## Historia
- Juan Nicolás Álvarez de Toledo y Borja, nació en 1729, fue hijo de Juan Manuel Álvarez de Toledo, XII señor de Cervera y de su esposa Petronila Vicente Borja Muñoz Carrillo. Fallecido su padre fue el XIII señor de Cervera. En las Cortes de Madrid del 1789 para jurar al Príncipe de Asturias, quien luego sería el rey Fernando VII, correspondió la representación de Cuenca  por sorteo a su regidor perpetuo decano don Juan Álvarez de Toledo y Borja, señor de Cervera, hoy Cervera del Llano, y La Parra de las Vegas, quien por el servicio, de acuerdo con la costumbre de conceder gracia a los asistentes, obtuvo en 1790 el título de I conde de Cervera. Le sucedió su hijo:

- Pascual Álvarez de Toledo y Merino, II Conde de Cervera. Casó con Ramona del Castillo y Álvarez de Toledo. Le sucedió su hijo:

- Baltasar Álvarez de Toledo y Castillo, III Conde de Cervera. Nació en Cuenca. Casó con Nicolasa Sánchez Navarro. Falleció en 1849. Le sucedió su hija:

- María Luisa Álvarez de Toledo y Sánchez, IV condesa de Cervera. Nació en Cervera, el 20 de agosto de 1826. Casó con Marcelino Sáiz Albornoz. Falleció en Madrid (San Martín) el 14 de octubre de 1870. Le sucedió su hijo:

- Jesús María y José Sáiz y Álvarez de Toledo, V conde de Cervera. Nació en Cervera, Cuenca, el 14 de septiembre de 1850. Casó con María del Carmen López de Tejada Martínez. Falleció en Madrid el 10 de junio de 1906. Le sucedió su hijo:

- José María Sáiz y López de Tejada, VI conde de Cervera, (1876-1918. Casó en 1907 con Clotilde López de Valdemoro y Fernández. Le sucedió su hijo:

- Alfonso Sáiz y López de Valdemoro, VII conde de Cervera. Nació en 1911. Casó con  Dolores Muñiz y García del Busto. Le sucedió su hija:

- María de los Dolores Sáiz Muñiz, VIII condesa de Cervera. Nació en 1939.

- Datos: Q5781508